# HD 82477
HD 82477，又名BD-09 2858，SAO 155262、HR 3788，是一颗恒星，视星等为6.13，位于銀經243.78，銀緯28.82，其B1900.0坐标为赤經9h 27m 3.6s，赤緯-9° 28.82′ 47″。